# Anton Knez
Anton Knez, slovenski trgovec, * 15. september 1856, Podgora nad Šentvidom pri Ljubljani, † 30. marec 1892, Ljubljana.

## Življenjepis
Knez je mladost preživljal v Spodnji Šiški. V Ljubljani je leta 1871 dokončal dva razreda realke, 1873 pa Mahrovo trgovsko šolo in se zaposlil v trgovini svojega očeta. Pozneje je z bratom Ivanom osnoval veliko trgovsko hišo in imel največjo trgovino s kmetijskimi pridelki na Kranjskem. Leta 1882 je ustanovil in vodil Kmetsko posojilnico ljubljanske okolice, bil upravni svetnik, blagajnik in gospodarski vodja Narodne tiskarne v Ljubljani, odbornik Gasilskega društva in ustanovitelj ter velik donator Narodne čitalnice v Šiški. 30. marca 1892 je napravil samomor. 
Večino svojega premoženja je zapustil Slovenski matici (nad 30.000 goldinarjev) za »Anton Knezovo ustanovo«. Obresti denarnega volila naj bi po njegovi določbi služile »v izdavanje cenene zabavne in poučne ljudske knjižnice, katera naj nosi v spomin moje ime in mora biti pisana v strogo narodnem duhu na podlagi katoliške vere, toda v svobodomiselnem smislu.« Njegovo življenjsko usodo je Fran Govekar vzel za osnovo povesti Ljubezen in rodoljubje.